# Chiesa di San Lucio (Brugherio)
La chiesa di San Lucio a Brugherio, nota anche come tempietto di Moncucco è una piccola chiesa dedicata a san Lucio situata accanto alla villa Sormani.

## Storia

### Le origini e l'acquisto da parte del conte Andreani
Il tempietto di San Lucio papa fu forse progettato da Tommaso Rodari, architetto influenzato dalla lezione bramantesca in Lombardia, o dal Bramante stesso. Eretto a Lugano tra il 1520 e il 1542 come cappella di sant'Antonio da Padova, il tempietto era annesso al convento di San Francesco. Si sa che tale edificio si trovasse nella città svizzera per una serie di testimonianze epigrafiche ed iconografiche: infatti, l'iscrizione di Giulio Pocobelli del 1813 e l'incisione del panorama luganese del XVII secolo testimoniano la presenza di questa cappelletta a Lugano. Quando poi Napoleone soppresse tutti gli ordini religiosi, l'edificio venne messo all'asta nel 1812 dal Gran Consiglio del Canton Ticino, venendo acquistato da Natale Albertolli, facoltoso imprenditore fratello dell'architetto milanese Giocondo Albertolli. Questi, affascinato dalla grazia dell'edificio, riuscì a salvarlo dalla demolizione progettata dal fratello Natale, intenzionato a ricavare materiale da costruzione dalle spoglie del tempietto. Giocondo ottenne ciò grazie al mecenatismo di Gian Mario Andreani (1760-1830), fratello di quel Paolo primo aviatore in mongolfiera dei cieli italiani, che lo acquistò, chiedendo all'architetto Albertolli di "portarlo" nei pressi della Villa di Moncucco.

### Giocondo Albertolli e la "ricostruzione": da tempietto a cappella
Giocondo Albertolli, per riuscire a trasportare il tempietto da Lugano fino a Moncucco, optò per una strategia estremamente rischiosa e laboriosa: smontarlo e, poi, ricostruirlo vicino alla Villa Sormani del conte Gian Mario. Per fare ciò, l'architetto milanese lo fece prima smontare, trasportarne i pezzi lungo il Lago di Lugano, poi via terra fino a Como, imbarcati su una nave che avrebbe percorso decine di chilometri lungo il Naviglio della Martesana fino al porto fluviale detto "Ponte Mattalino", e qui scaricati nei pressi del possedimento del conte Andreani. I lavori durarono ben diciassette anni: si iniziò tra il 1815 e il 1816, per continuare fino al 1832. La cappella di Sant'Antonio, ormai separata da un monastero, assume una sua dimensione originale e a sé stante, divenendo quindi "tempietto" e venendo dedicato a San Lucio.

### Il Tempietto tra Ottocento e Novecento: dai Sormani al restauro del 1992-1994
Gian Mario non poté vedere l'opera realizzata: morì infatti nel 1830. Il tempietto seguì poi i passaggi di proprietà della villa e le vicende storiche ad essa connessa. Passata in eredità al cugino di Gian Mario, il conte Sormani, il tempietto vide, sul finire del XIX secolo, più volte Umberto I e Margherita di Savoia come fedeli partecipanti alla messa domenicale. Gli ultimi proprietari della Villa Sormani e del Tempietto, gli Stanzani, decisero di vendere il complesso al Comune di Brugherio (1987). Questi, tra il 1992 e il 1994, si adoperò perché il tempietto venisse restaurato e portato agli antichi splendori. Il 1994 vide infatti la solenne inaugurazione davanti alle autorità civiche di entrambi i comuni, portandoli ad un riavvicinamento culturale.

## Architettura e arte

### Esterno
L'esterno, rispetto all'edificio originario, ha subito delle modifiche. Dal momento che ora il tempietto serviva come luogo di culto di una famiglia aristocratica e non più come cappella religiosa dei francescani, l'Albertolli pensò di ornare l'esterno inserendovi degli stilemi neoclassici, volti a "nobilitare" la struttura anche per sopperire alla povertà decorativa dell'esterno. L'edificio, a pianta quadrangolare, sorge su un alto zoccolo, dove un'ampia scalinata conduce al pronao tetrastilo di stretta osservanza neoclassica; dal lato opposto (ovvero a nord), corrisponde un uguale elemento che accoglie la sagrestia. L'aggiunta di questi due elementi architettonici furono resi necessari dal momento in cui la cappella fu svincolata dal complesso originario di cui faceva parte. Le facciate sono ritmate da colonne ioniche che sostengono il timpano triangolare adagiato sopra un cornicione, sul quale si alza un attico; inoltre, un tamburo dalla forma circolare e una cupoletta emisferica coronano il monumento.

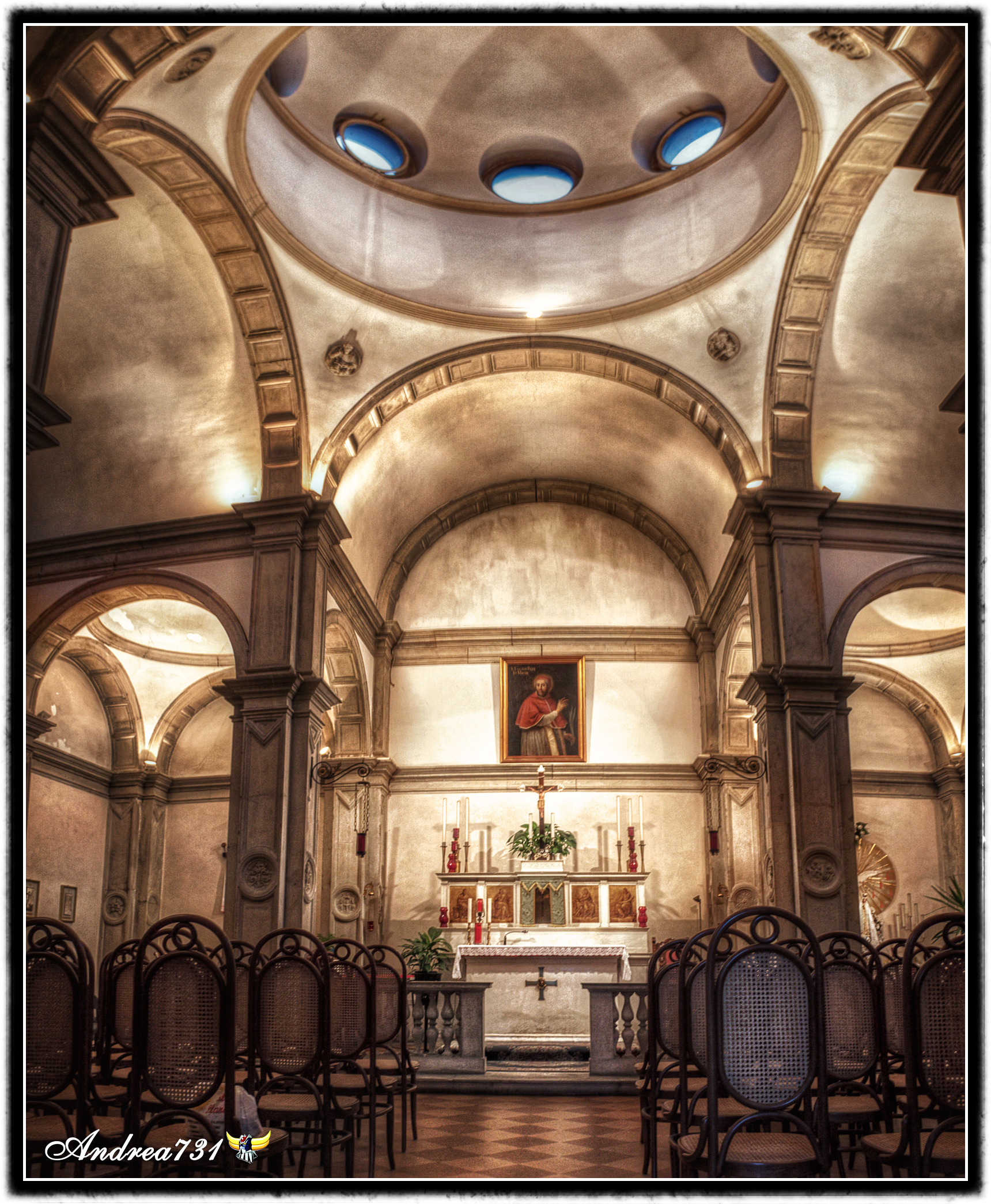
interno

### Interno
L'interno rimase tale e quale alla "versione" luganese, caratterizzato da una commistione di elementi sacri e profani. Se da un lato abbiamo infatti 24 raffinati medaglioni (realizzati tra il 1520 e il 1542, com'è inciso su due medaglioni, e posti sulle lesene dei pilastri) raffiguranti santi, dall'altro elementi risalenti alla mitologia ornano un interno tutto sommato sobrio, ondeggiante tra la preziosità delle decorazioni e la tintura monocromatica bianca. Degno di nota è il bassorilievo Cristo in pietà posto sull'estremità della cupola. Infine, pregevole è l'altare, posto su una balaustrata e che è ornato, ai lati del tabernacolo, dai ritratti dei quattro evangelisti e sormontato da un ritratto di san Lucio papa.